# Municipio de Oley
El municipio de Oley (en inglés: Oley Township) es un municipio ubicado en el condado de Berks en el estado estadounidense de Pensilvania. En el año 2000 tenía una población de 3.583 habitantes y una densidad poblacional de 57.2 personas por km².

## Geografía
El municipio de Oley se encuentra ubicado en las coordenadas 40°23′00″N 75°46′15″O / 40.38333, -75.77083.

## Demografía
Según la Oficina del Censo en 2000 los ingresos medios por hogar en la localidad eran de $52,151 y los ingresos medios por familia eran $58,045. Los hombres tenían unos ingresos medios de $40,882 frente a los $27,795 para las mujeres. La renta per cápita para la localidad era de $21,565. Alrededor del 2,0% de la población estaba por debajo del umbral de pobreza.